# Setodes chlorinus
Setodes chlorinus är en nattsländeart som beskrevs av Yang och Morse 1997. Setodes chlorinus ingår i släktet Setodes och familjen långhornssländor. Inga underarter finns listade i Catalogue of Life.